# Aleksej Nikolaevič Romanov
Aleksej Nikolaevič Romanov, anche noto in italiano come Alessio Romanov (in russo Алексей Николаевич Рома́нов?; Peterhof, 12 agosto 1904 – Ekaterinburg, 17 luglio 1918), è stato l'ultimo erede al trono dell'Impero russo, primo maschio e ultimogenito dello zar Nicola II e della zarina Aleksandra Fëdorovna Romanova, dopo le sorelle Ol'ga, Tat'jana, Marija e Anastasija.

## Biografia

### Infanzia

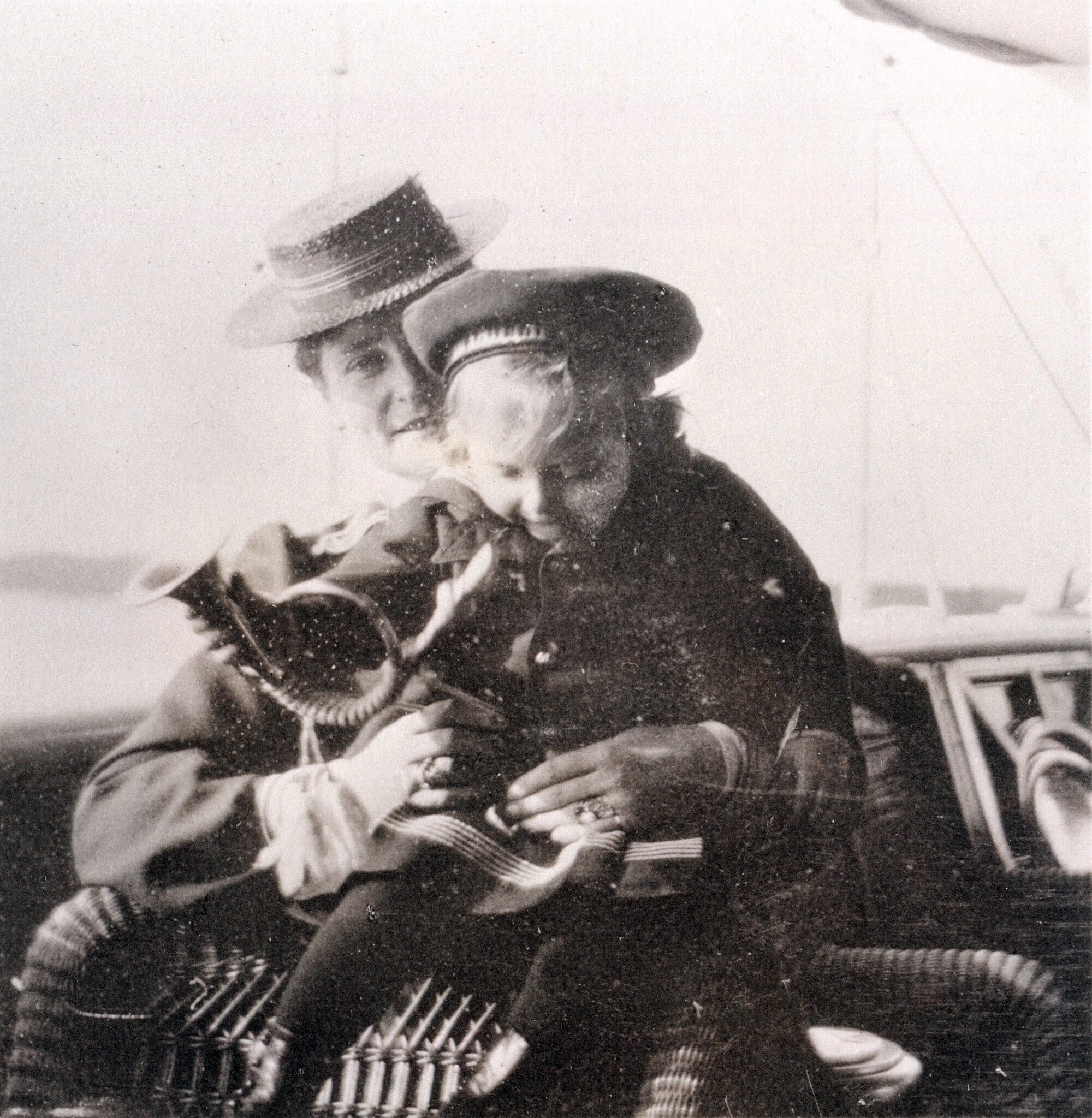
Aleksej fotografato con la madre, la zarina Aleksandra Fëdorovna Romanova, nel 1906.

Pierre Gilliard, il precettore svizzero dei figli dello zar, raccontò nel suo libro Tredici anni alla corte dello Zar del suo primo incontro con lo zarevic a Carskoe Selo: 
Essendo un discendente per linea materna della regina Vittoria del Regno Unito, Aleksej Nikolaevič aveva aplogruppo mitocondriale H.

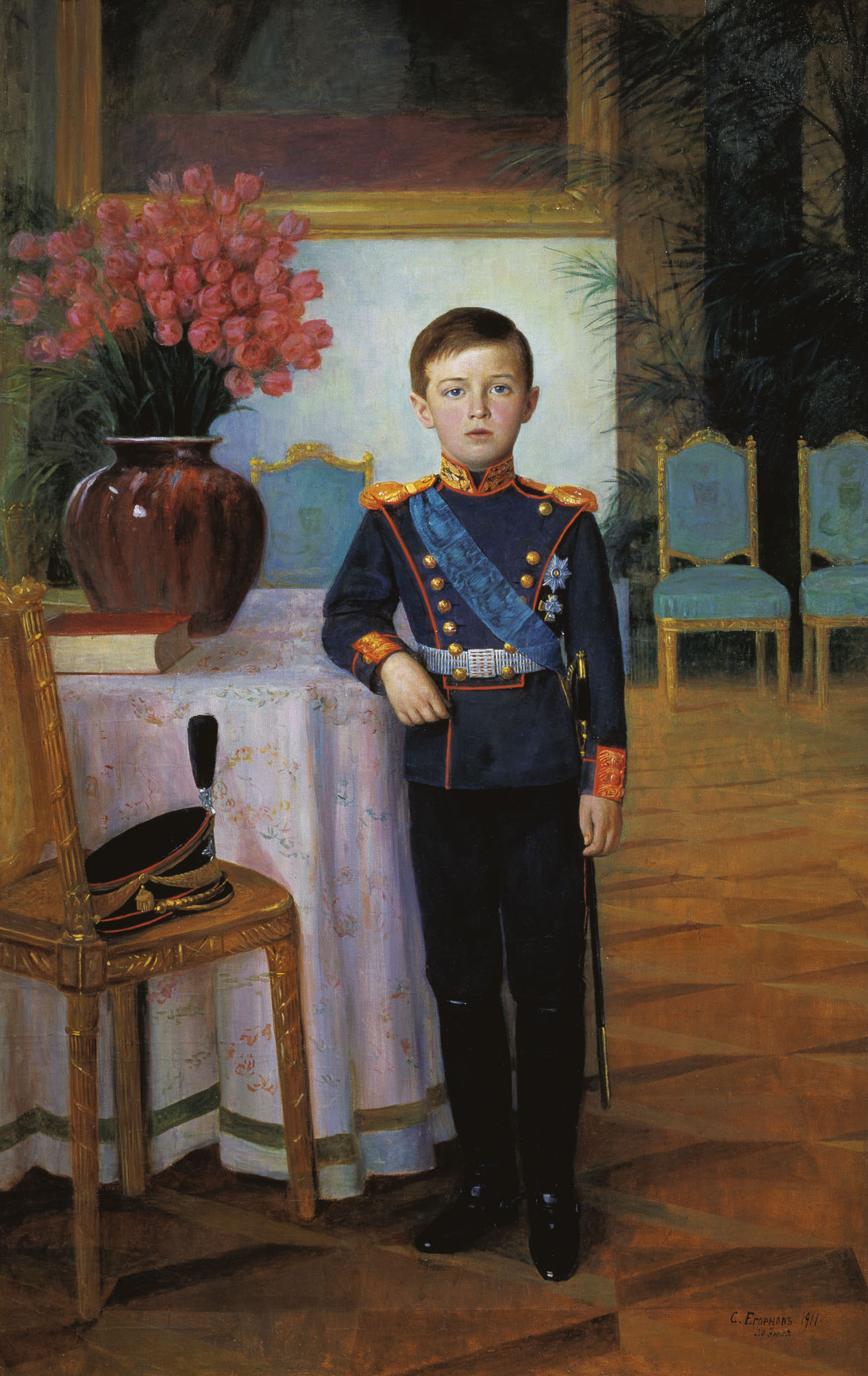
Un ritratto ufficiale dello zarevic di Russia

Chiamato affettuosamente dai suoi genitori e dalle sorelle "Baby" o Alëša (Алёша), Lëška (Лёшка), era malato di emofilia trasmessagli dalla madre che cercò di alleviare le sue sofferenze con l'aiuto (assai contestato) dello starec siberiano Rasputin.  Per evitare che Aleksej si ferisse cadendo e quindi morisse a causa della sua malattia, i genitori fecero imbottire con piumini tutta la sua stanza.

### Prima guerra mondiale

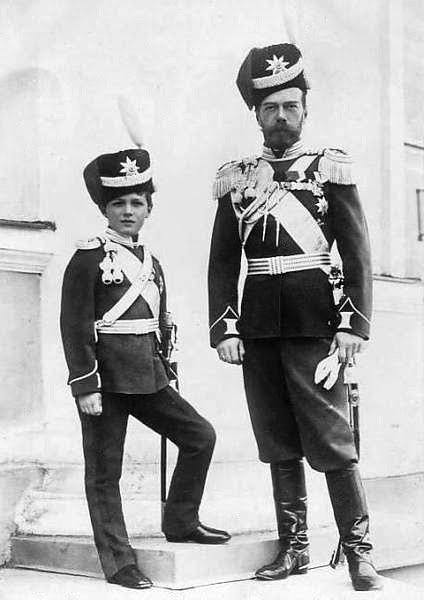
Aleksej con il padre Nicola II, in uniforme militare.

Durante la prima guerra mondiale, visse con il padre presso le sedi dell'esercito militare a Mogilëv. Nel 1917, nella cancelleria di Sua Maestà, comparve il suo ultimo elenco ufficiale militare. Nel mese di marzo 1917 Nicola II abdicò a favore del fratello minore Michele II (regnò solo per un giorno), in quanto prevedeva che, se il figlio fosse stato proclamato sovrano (solo dal 1912 la malattia del ragazzo era di dominio pubblico), sarebbe stato separato dalla famiglia (per la quale, con molta probabilità, era previsto l'esilio). Nell'agosto dello stesso anno, infatti, fu confinato con i congiunti a Tobol'sk.

### Prigionia e morte

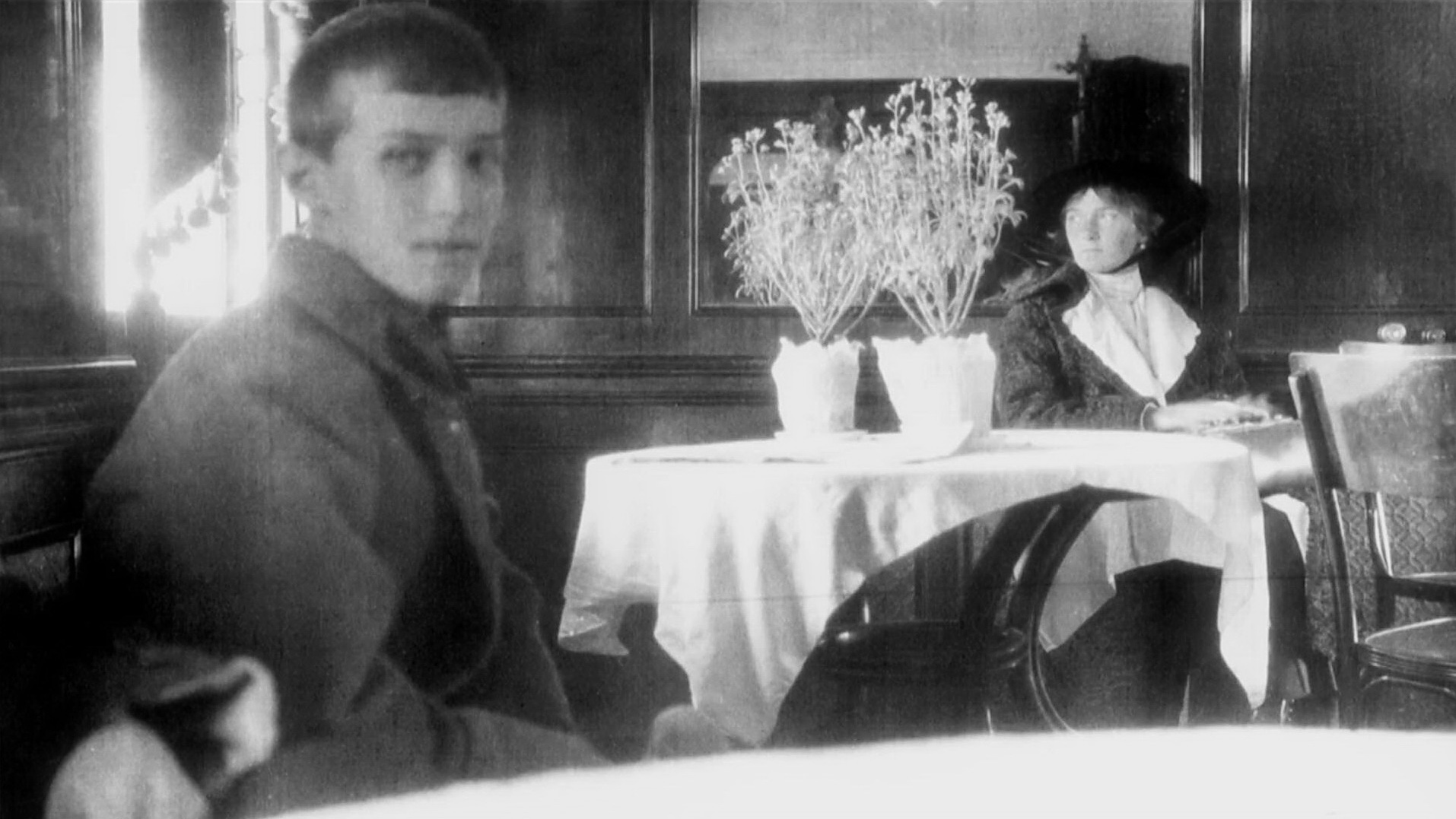
L'ultima foto conosciuta di Aleksej con Ol'ga nel maggio 1918.

Il 30 aprile 1918 i Romanov furono deportati a Ekaterinburg, nella Casa Ipat'ev, dove dimorarono 78 giorni. Nella notte tra il 16 e il 17 luglio vennero fucilati, insieme alla servitù, dalla pattuglia del commissario bolscevico Jakov Jurovskij. Nel 2000 furono canonizzati come martiri dalla Chiesa ortodossa russa e tumulati, accanto ai genitori e alle sorelle, nella cappella di Santa Caterina Martire della Cattedrale dei Santi Pietro e Paolo (San Pietroburgo). Michael Goleniewski, ex ufficiale polacco, poi spia per l'Unione Sovietica e successivamente per la CIA, affermò di essere lo zarevic, ma pochi gli credettero.
Nel 1991 furono riesumati alcuni corpi della famiglia Romanov, ma tra questi non c'erano Aleksej Nikolaevič e la granduchessa Marija. Nell'agosto del 2007, nella regione degli Urali, furono rinvenuti i resti di due ragazzi, accanto ai quali vi erano pallottole e boccette di acido solforico (usato per occultare i cadaveri). Gli esami del DNA, conclusi e resi pubblici il 16 luglio 2008, hanno confermato che le ossa ritrovate sono quelle di Marija Nicolaevna e dello zarevic Aleksej, chiudendo così per sempre la possibilità che qualche membro della casata imperiale fosse riuscito a salvarsi dal massacro di Ekaterinburg.

## Pretendenti
Dopo l'assassinio poco chiaro dei Romanov, cominciarono a presentarsi varie persone che affermavano di appartenere all'ex casa regnante, mettendo in luce la controversa questione dell'omicidio, la dubbia veridicità dell'accaduto ed alimentando la curiosità intorno a quello che per molto tempo fu un mistero. Effettivamente i corpi dello zarevic e delle sue sorelle non sono stati rinvenuti completamente fino al 2007. Alcuni personaggi dell'epoca asserivano di essere il sopravvissuto principe Aleksej.

## Nella cultura di massa

### Cinema
La notizia della rivoluzione russa e della caduta dei Romanov colpisce l'opinione pubblica mondiale. I primi film che riguardano Aleksej furono prodotti già nel 1917-18, quando egli è ancora in vita. Aleksej torna ad essere rappresentato sullo schermo nel 1926 (in Austria), nel 1932 (in Germania e negli Stati Uniti), nel 1938 (in Francia) e quindi con ancora più frequenza nel secondo dopoguerra. A colpire continua soprattutto ad essere il misterioso ruolo esercitato nella vita di Aleksej da Grigorij Rasputin.
Con la fine del regime comunista si riaccende anche in Russia, a partire dagli anni novanta, l'interesse sulla famiglia imperiale dei Romanov con una lunga serie di produzioni, specie televisive, sul soggetto. A interpretare il ruolo di Aleksej sono stati attori bambini di varia nazionalità, incluso un giovane Christian Bale al suo debutto cinematografico nel 1986.

## Ascendenza
|                                 |               |                                      | Genitori                                                       |  |  | Nonni |  |  | Bisnonni                |  |  | Trisnonni          |  |
|                                 |               |                                      |                                                                |  |  |       |  |  | Alessandro II di Russia |  |  | Nicola I di Russia |  |
|                                 |               |                                      |                                                                |  |  |       |  |  | Alessandro II di Russia |  |  | Nicola I di Russia |  |
|                                 |               | Aleksandra Fëdorovna                 |                                                                |  |  |       |  |  | Alessandro II di Russia |  |  |                    |  |
| Alessandro III di Russia        |               |                                      |                                                                |  |  |       |  |  | Alessandro II di Russia |  |  |                    |  |
|                                 |               | Maria Massimiliana d'Assia-Darmstadt | Luigi II d'Assia, granduca d'Assia                             |  |  |       |  |  |                         |  |  |                    |  |
|                                 |               | Maria Massimiliana d'Assia-Darmstadt | Luigi II d'Assia, granduca d'Assia                             |  |  |       |  |  |                         |  |  |                    |  |
|                                 |               | Maria Massimiliana d'Assia-Darmstadt | Guglielmina di Baden                                           |  |  |       |  |  |                         |  |  |                    |  |
| Nicola II di Russia             |               | Maria Massimiliana d'Assia-Darmstadt |                                                                |  |  |       |  |  |                         |  |  |                    |  |
|                                 |               | Cristiano IX di Danimarca            | Federico Guglielmo di Schleswig-Holstein-Sonderburg-Glücksburg |  |  |       |  |  |                         |  |  |                    |  |
|                                 |               | Cristiano IX di Danimarca            | Federico Guglielmo di Schleswig-Holstein-Sonderburg-Glücksburg |  |  |       |  |  |                         |  |  |                    |  |
|                                 |               | Cristiano IX di Danimarca            | Luisa Carolina d'Assia-Kassel                                  |  |  |       |  |  |                         |  |  |                    |  |
| Marija Fëdorovna                |               | Cristiano IX di Danimarca            |                                                                |  |  |       |  |  |                         |  |  |                    |  |
|                                 |               | Luisa d'Assia-Kassel                 | Guglielmo d'Assia-Kassel                                       |  |  |       |  |  |                         |  |  |                    |  |
|                                 |               | Luisa d'Assia-Kassel                 | Guglielmo d'Assia-Kassel                                       |  |  |       |  |  |                         |  |  |                    |  |
|                                 |               | Luisa d'Assia-Kassel                 | Luisa Carlotta di Danimarca                                    |  |  |       |  |  |                         |  |  |                    |  |
| Alessio Romanov                 |               | Luisa d'Assia-Kassel                 |                                                                |  |  |       |  |  |                         |  |  |                    |  |
|                                 | Carlo d'Assia | Luigi II d'Assia, granduca d'Assia   |                                                                |  |  |       |  |  |                         |  |  |                    |  |
|                                 | Carlo d'Assia | Luigi II d'Assia, granduca d'Assia   |                                                                |  |  |       |  |  |                         |  |  |                    |  |
|                                 | Carlo d'Assia | Guglielmina di Baden                 |                                                                |  |  |       |  |  |                         |  |  |                    |  |
| Luigi IV d'Assia                | Carlo d'Assia |                                      |                                                                |  |  |       |  |  |                         |  |  |                    |  |
|                                 |               | Elisabetta di Prussia                | Guglielmo di Prussia                                           |  |  |       |  |  |                         |  |  |                    |  |
|                                 |               | Elisabetta di Prussia                | Guglielmo di Prussia                                           |  |  |       |  |  |                         |  |  |                    |  |
|                                 |               | Elisabetta di Prussia                | Maria Anna d'Assia-Homburg                                     |  |  |       |  |  |                         |  |  |                    |  |
| Alessandra Feodorovna           |               | Elisabetta di Prussia                |                                                                |  |  |       |  |  |                         |  |  |                    |  |
|                                 |               | Alberto di Sassonia-Coburgo-Gotha    | Ernesto I di Sassonia-Coburgo-Gotha                            |  |  |       |  |  |                         |  |  |                    |  |
|                                 |               | Alberto di Sassonia-Coburgo-Gotha    | Ernesto I di Sassonia-Coburgo-Gotha                            |  |  |       |  |  |                         |  |  |                    |  |
|                                 |               | Alberto di Sassonia-Coburgo-Gotha    | Luisa di Sassonia-Gotha-Altenburg                              |  |  |       |  |  |                         |  |  |                    |  |
| Alice di Sassonia-Coburgo-Gotha |               | Alberto di Sassonia-Coburgo-Gotha    |                                                                |  |  |       |  |  |                         |  |  |                    |  |
|                                 |               | Vittoria del Regno Unito             | Edoardo Augusto di Hannover                                    |  |  |       |  |  |                         |  |  |                    |  |
|                                 |               | Vittoria del Regno Unito             | Edoardo Augusto di Hannover                                    |  |  |       |  |  |                         |  |  |                    |  |
|                                 |               | Vittoria del Regno Unito             | Vittoria di Sassonia-Coburgo-Saalfeld                          |  |  |       |  |  |                         |  |  |                    |  |
|                                 |               | Vittoria del Regno Unito             |                                                                |  |  |       |  |  |                         |  |  |                    |  |